# Phyllanthus pileostigma
Phyllanthus pileostigma är en emblikaväxtart som beskrevs av Mark James Coode. Phyllanthus pileostigma ingår i släktet Phyllanthus och familjen emblikaväxter.
Artens utbredningsområde är Mauritius. Inga underarter finns listade i Catalogue of Life.